# Rio Doce
Rio Doce là một đô thị thuộc bang Minas Gerais, Brasil. Đô thị này có diện tích 112,305 km², dân số năm 2007 là 2088 người, mật độ 18,6 người/km².